# Suchodoły (rejon oszmiański)
Suchodoły (biał. Сухадолы; ros. Суходолы) − wieś na Białorusi, w obwodzie grodzieńskim, w rejonie oszmiańskim, w sielsowiecie Grodzie.

## Historia
W czasach zaborów wieś i dobra w okręgu wiejskim Suchodoły, w gminie Polany, w powiecie oszmiańskim, w guberni wileńskiej Imperium Rosyjskiego. W 1866 roku wieś liczyła 110 mieszkańców w 19 domach. Wieś należała do dóbr Suchodoły (własność Zasimowskich) i do dóbr Kiewliszki (własność Wojniczów). Folwark liczył 27 mieszkańców w 1 domu. W 1905 roku wymieniono wieś, dwa folwarki i osadę. Wieś liczyła 148 mieszkańców, 200 dziesięcin; pierwszy folwark liczył 26 mieszkańców, 150 dziesięcin (własność Zasimowskiego); drugi folwark liczył 14 mieszkańców, 28 dziesięcin (własność Zambrzyckiego); osada liczyła 4 mieszkańców, 3 dziesięciny (własność Zambrzyckiego).
W latach 1921–1945 wieś i folwark leżały w Polsce, w województwie wileńskim, w powiecie oszmiańskim, w gminie Polany.
W 1931:
- wieś w 34 domach zamieszkiwało 189 osób[3].
- folwark w 3 domach zamieszkiwało 25 osób[3].

Wierni należeli do parafii rzymskokatolickiej w Oszmianie. Miejscowość podlegała pod Sąd Grodzki w Oszmianie i Okręgowy w Wilnie; właściwy urząd pocztowy mieścił się w Oszmianie.
Po II wojnie światowej w granicach Związku Sowieckiego. Od 1991 w niepodległej Białorusi.